# میس الیزابت
میس الیزابت (انگلیسی: Miss Elizabeth; ۱۹ نوامبر ۱۹۶۰ – ۱ مهٔ ۲۰۰۳) کشتی‌گیر کشتی حرفه‌ای، و مربی (کشتی حرفه‌ای) اهل ایالات متحده آمریکا بود.
از فیلم‌ها یا برنامه‌های تلویزیونی که وی در آن نقش داشته است می‌توان به رسلمانیا ۳ اشاره کرد.